# Santa de Vilar
A Santa de Vilar ou Santa Gregória (Porto, 28 de novembro de 1799 - Vilar de Andorinho, 14 de setembro de 1818), foi uma "santa em carne" portuguesa, não reconhecida pela Igreja Católica, considerada como santa pela devoção popular. O seu centro de devoção foi a igreja paroquial de Vilar de Andorinho, em Vila Nova de Gaia, no distrito do Porto.

## Descoberta do corpo
Em 28 de Dezembro de 1869, no interior da igreja paroquial de Vilar de Andorinho, “quando se tractava de remover para uma sepultura da egreja matriz uma grande quantidade d’ossos que obstruíam o vão onde trabalham os pesos do relógio”, foi descoberto um corpo mumificado, de uma jovem mulher, ainda com dentes, cabelo, mortalha e vestidos em bom estado de conservação. O insólito causou alvoroço na população local e atraiu à freguesia inúmeros curiosos provenientes de todo o concelho de Vila Nova de Gaia e também da cidade do Porto.
A junta de paróquia de Vilar de Andorinho, que zelava pelos bens da igreja, decidiu colocar o corpo numa urna envidraçada, e expô-lo na igreja, para que todos o pudessem contemplar. O corpo permaneceu exposto naquele local durante 12 anos.

## Devoção

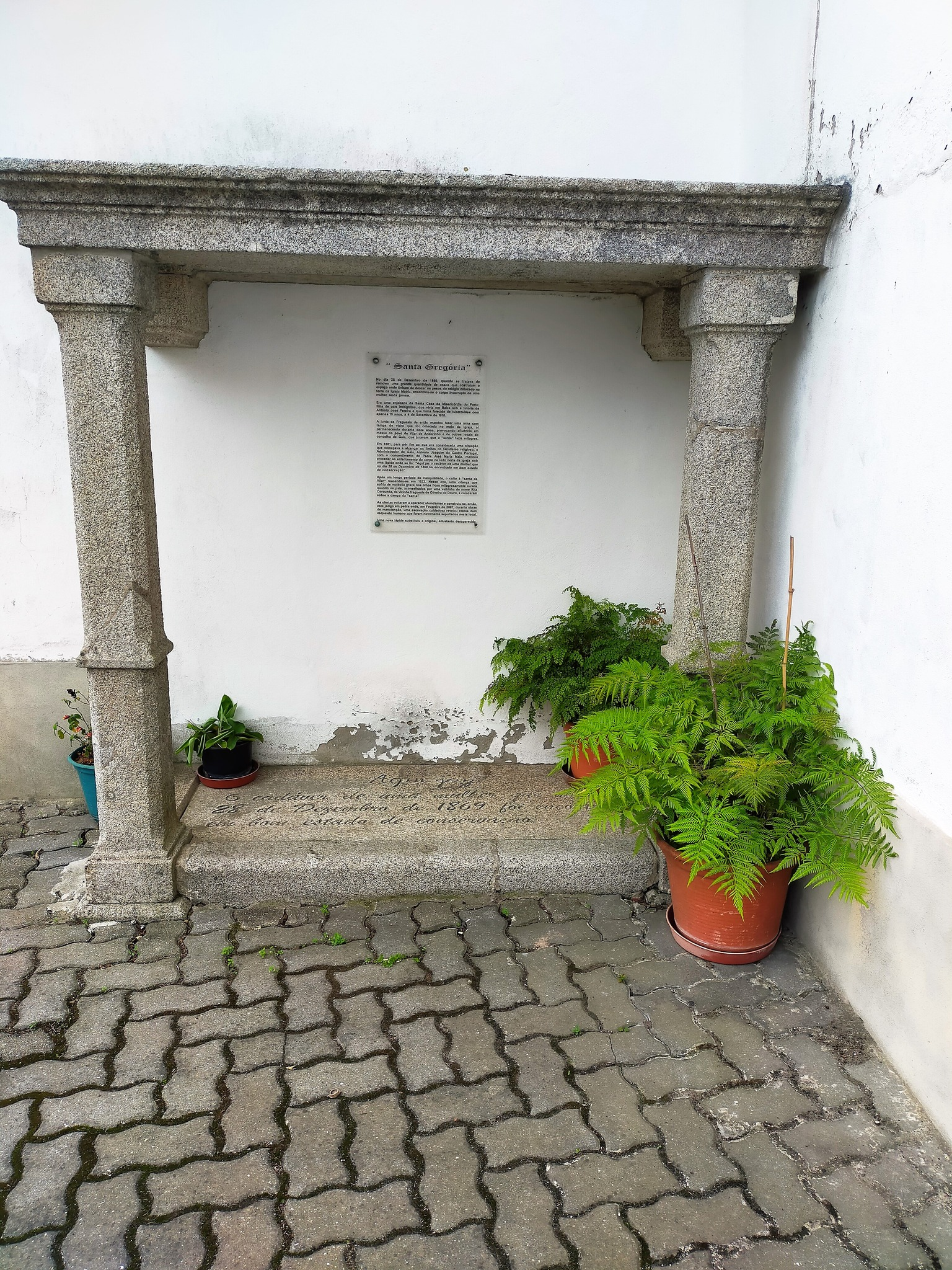
Sepultura da Santa de Vilar (2022).

Com a descoberta do corpo incorrupto e com a sua preservação e exposição permanente na igreja local surgiu a devoção popular. Não tardaram os relatos de milagres e curas milagrosas. Com isso cresceram também os rendimentos da igreja, fruto das esmolas, e, consequentemente, o aproveitamento do fenómeno para fins lucrativos.
Em 1882, o presidente da junta de paróquia, Francisco Araújo, em colaboração com o administrador do concelho, Bacharel António Joaquim dos Reis Castro Portugal, e com o consentimento do abade da freguesia, tomou a decisão de pôr termo ao fenómeno, ordenando o reenterramento do corpo.
Para o efeito, foi aberta uma sepultura no lado norte da igreja, junto à porta travessa, onde, em 7 de Outubro de 1882, pelas 16 horas, se depositou o corpo, sob uma lápide com a seguinte inscrição: “Aqui jaz o cadáver de uma mulher que no dia 28 de Dezembro de 1869 foi encontrado em bom estado de conservação” .
Nesse ano de 1882 ainda existia na igreja uma caixa destinada às esmolas da “santa”, colocada num compartimento denominado “Casa dos Milagres”, fechado com portas de ferro, e um outro cofre, debaixo da tribuna. O rendimento era relativamente avultado, ao ponto de a junta de paróquia ordenar ao zelador, José António Júnior, a entrega das chaves das caixas das esmolas, por ser aquele organismo o zelador dos bens da igreja, nos termos do Código Administrativo, e, por isso, o responsável pela colecta das esmolas da “santa” .
O zelador recusou-se a fazê-lo, motivo que levou a junta de freguesia a apresentar uma queixa junto do administrador do concelho. Este intimou o zelador a entregar não só as chaves das caixas das esmolas, mas também todo o dinheiro que se encontrava na sua posse – 284.520 réis.
Em Junho de 1908, a junta de paróquia deliberou a transladação do corpo para o cemitério, em virtude de “haver energúmenos que urinavam sobre a sepultura”, o que, além de salitrar as paredes da igreja, punha em causa a dignidade do local, que era considerado sagrado pelo povo da freguesia. Contudo, não há registo de qualquer transladação do corpo para o cemitério da freguesia .
A partir de então, o culto pela “santa” foi diminuindo lentamente até à década de 20 do século XX.

## Tumultos e esquecimento do culto
Uma sexagenária da vizinha freguesia de Oliveira do Douro, conhecida como Rita Corcunda, que havia permanecido devota da “Santa de Vilar”, aconselhou a família de uma criança que sofria de moléstia grave nos olhos a ir junto do local que servia de sepultura à “santa”. A criança ficou curada e a sexagenária passou a ir todas as tardes colocar no local uma lamparina. Dizia que a “santa” lhe aparecera em sonhos e que viu nos mesmos o seu segundo enterramento.
A partir de então recomeçaram as romagens ao local e, naturalmente, as oferendas. Foi colocado sobre a sepultura uma espécie de baldaquino, composto por duas colunas encimadas por uma laje com cornija, tudo lavrado em granito.
Em Fevereiro de 1926, um grupo de mulheres munidas de pás, enxadas e picaretas, deslocou-se ao local, a fim de desenterrar o corpo e devolvê-lo à luz do dia. Entretanto, a guarda havia sido informada e prontamente interveio, pondo fim à desordem. Algumas das mulheres foram detidas e houve feridos no desacato.
No dia seguinte, teimosamente, um novo grupo de mulheres voltou ao local, à socapa, mas, para espanto de todos, o corpo não foi encontrado, propalando-se, então, que o mesmo tinha sido roubado às escondidas. 
O jornal “O Comércio do Porto”, nas edições de 19, 20 e 22 de Fevereiro de 1926 deu ênfase a estes acontecimentos.
A notícia chegou também ao Brasil. O jornal “Correio da Manhã”, do Rio de Janeiro, na edição de 24 de Março de 1926, noticia o caso da seguinte forma:

Pelo Correio. A historia da pretensa "santa" de Vilar do Andorinho. Lisboa, fevereiro de 1926. - No vizinho conselho de Gaia como nesta cidade foi assumpto preferido o caso da “santa”, passado na freguezia de Vilar de Andorinho, caso em que avultado numero de mulheres daquella e das freguezias próximas tomaram uma parte activa.
A historia da “santa”, porém, é mais antiga do que se suppunha:
Á volta da velha egreja da freguezia, faziam-se antigamente os enterramentos. Tendo-se depois acabado com esse cemitério revolvendo-se o terreno, appareceu ha cerca de 57 annos, quasi intacto o corpo de uma mulher que a crendice popular começou logo a julgar “santo”.
A Junta de freguezia de então mandou fazer uma urna, cuja tampa tinha um vidro, e durante 12 annos conservou-a em exposição.
As esmolas e offerendas eram grandes, mas ninguém sabia aonde iam parar.
Entre o presidente da Junta e o administrador de então - Castro Portugal - estabeleceu-se sobre o caso largo debate, a que a política progressista e regeneradora não eram estranhas acabando por ser ordenado o enterramento do cadáver.
A sepultura foi aberta do lado norte, junto da parede da egreja.
Algumas mulheres, ainda frequentaram o coval afim de fazer as suas orações, continuando a dizer que estava ali uma “santa”.
O próprio bispo-conde de Coimbra, pediu elementos para tratar do assumpto da canonização.

A “santa”, porém, foi esquecendo e ha poucos annos só meia dúzia de pessoas se lembravam della.
O adro da egreja era aberto. Fizeram-se ali alguns melhoramentos, até que se resolveu ajardinar e murar aquelle local, depois que foi aberto o novo cemitério.
Uma das obras foi a retirada dum mictorio, perto da sepultura e que tinha sido collocado por alguém que não sabia da sua existencia ali.
Ora ha cerca de 4 annos, a historia da “santa” começou a reviver porque, padecendo dos olhos uma creança, houve uma velhota que acompanhou a família a orar á “santa” pelo restabelecimento da pequena.
Essa velhota natural de Oliveira Douro, conhecida pela Rita Corcunda, diz ter visto a “santa” e o seu enterramento.
O facto é que a pequena melhorou e por tal motivo todas as noites era accesa uma lamparina naquella sepultura.
Foi então collocada na parede a seguinte lapide:
"Aqui jaz o cadaver de uma mulher que no dia 28 de dezembro de 1869 foi encontrado em bom estado de conservação numa sepultura desta egreja. Durante 12 annos esteve exposta ao publico, sendo desde então venerada por todos como “santa”. Continua a fazer milagres e ignora-se o seu nome".
Ha annos o pedreiro Domingos Alves da Silva, o "Soqueiro", encarregou-se de olhar pela sepultura da “santa” e assim recebia todas as esmolas, tanto em dinheiro, como em azeite, etc.
O Domingos, nas horas vagas construiu duas columnas que sustentavam uma larga pedra, servindo de jazigo á “santa”.
Nos últimos tempos a crendice augmentou espantosamente a ponto de se pretender que o seu corpo voltasse novamente para a exposição. Não foi satisfeito o desejo e dahi o que se passou e que largamente relatamos.
Quando a guarda republicana ali appareceu, a escavação tinha ido até 70 centímetros; mas todos retiraram e a força também.

Todo e mulherio resolveu proseguir na sua faina de procurar o corpo da “santa”.
Para não serem incommodadas pelas autoridades, as mulheres usaram de tactica: collocaram dois rapazes, um ao começo da estrada que dá para Oliveira do Douro e outro no Monte Grande, cada qual com um foguete - que queimaria caso apparecesse a guarda republicana.
Estabelecida essa precaução, numerosas mulheres, munidas de picaretas, enxadas e pás, proseguiram no desaterro. Ao fim de 75 centimetros de profundidade appareceu um montão de ossos humanos, com a respectiva caveira e ao lado uma porção de chumbo. O desapontamento foi geral.
Algumas das mulheres affirmaram logo que aquillo não era a “santa” e que por isso se devia profundar mais o terreno.
Assim se fez. Dentro em pouco a excavação já se fazia em terra virgem, que ainda não havia soffrido os rigores da picareta. Mas não se olhava isso.
Ora estavam já cavando á profundidade de cerca de dois metros, quando, quando de repente ouviram queimar um foguete: era uma força da guarda republicana que avançava pelo Monte Grande, mandada pelo administrador.
Toda aquella gente fugiu para suas casas.
Pese embora a história desta santa em carne se tenha mantido viva até aos dias de hoje, o culto, esse, foi decaindo nas décadas seguintes.

## Redescoberta do corpo
Em Fevereiro de 2007, no decurso de obras realizadas no adro da igreja, foi descoberto o caixão da “Santa Gregória” e reposto na sepultura criada em 1882, o que comprova que o corpo, afinal, permaneceu sepultado no adro da igreja.
Independentemente de estarmos em presença de um fenómeno de crendice ou superstição popular, ou de um fenómeno de fé, o certo é que este episódio é um dos mais marcantes da história recente da freguesia de Vilar de Andorinho.

## Biografia

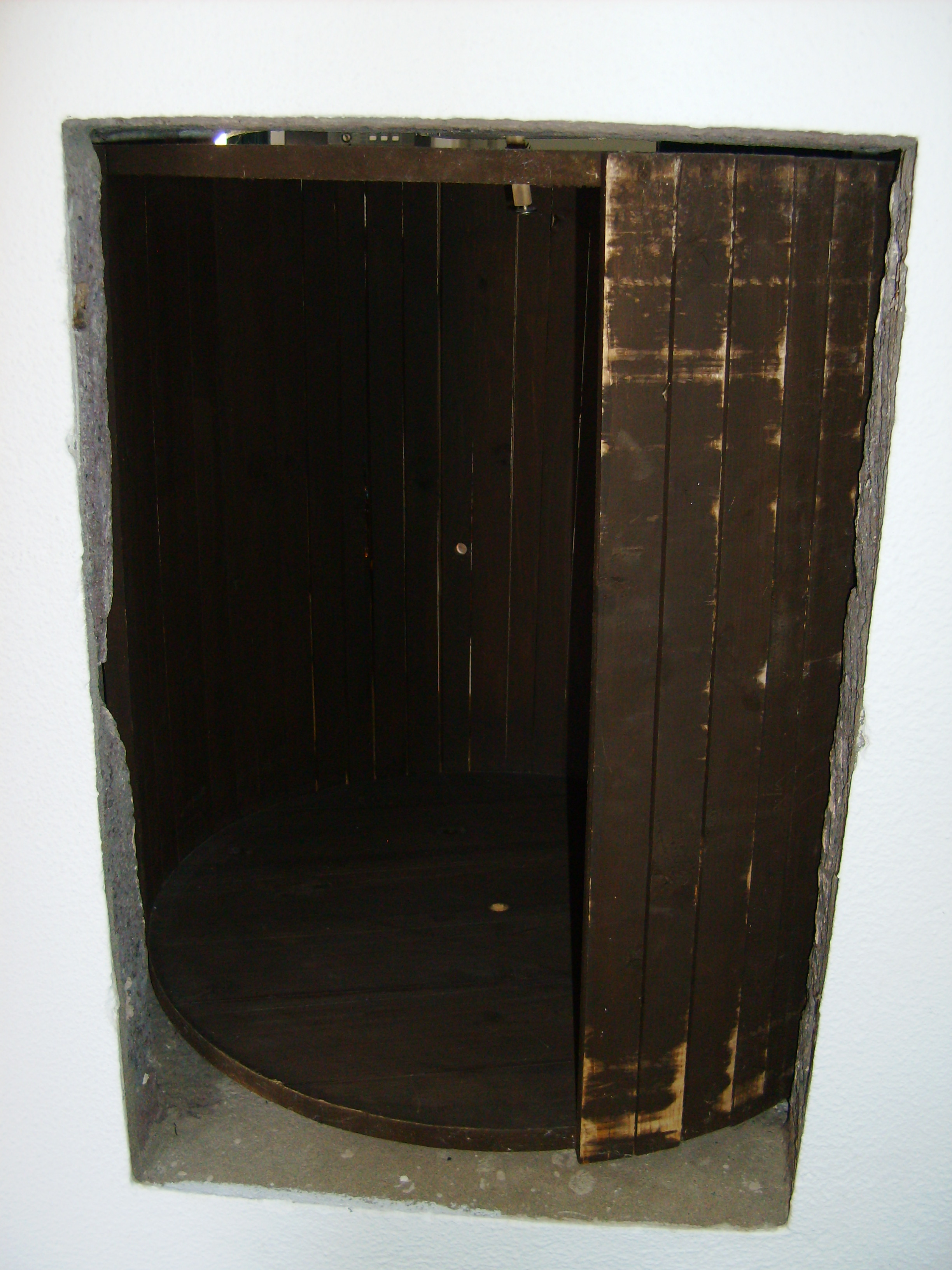
Exemplo de roda dos expostos ou enjeitados.

Crê-se que o corpo mumificado encontrado em 28 de Dezembro de 1869, na igreja de Vilar de Andorinho, então identificado como sendo de um mulher chamada Gregória, seja, de facto, o corpo de uma enjeitada da Santa Casa da Misericórdia do Porto, de nome Gregória, falecida na mesma freguesia, onde havia sido criada, em 14 de Setembro de 1818.
O respectivo assento de óbito reza o seguinte: “Gregoria, exposta pela Santa caza da Mizericordia e criada por Antonio Joze Ferreira do lugar de Baiza desta freguesia de Sam Salvadôr de Villar d’Andorinho, faleceo com todos os Sacramentos no dia quatorze do mez de Septembro do anno de mil oitocentos e dezoito, e foi sepultada no dia seguinte na Igreja desta freguesia, fazendo de idade dezanove annos” .
Atendendo à idade que tinha quando faleceu, é muito provável que se trate da mesma Gregória, recém-nascida exposta na Roda dos Enjeitados da cidade do Porto na manhã de 28 de Novembro de 1799, pelas 11 horas, “com camisa fexada com colarinhos, e na gola folho d’algodão, na cabeça hum lenço quadrado de talagaje muito velho, três cueiros de baeta preta com remendos da mesma que mostrão forão de mantilha, faxa da mesma, no braço esquerdo hua medida azul velha”.
Diz-nos Costa Gomes: “Quem sabe se esta jovem que nunca conheceu um sorriso de mãe, possivelmente também nunca um afago de ternura, não fosse uma daquelas figuras frágeis que se viram para Deus em busca dos lenitivos nunca recolhidos na Terra e voam ao seu encontro em idade de pureza? Sabe-se pelo registo da sua morte, que recebeu todos os sacramentos da Igreja. Para os que têm fé, os mistérios do Além são insondáveis e por isso nunca se pode de ânimo leve dizer que aquele corpo escapou à gula da terra apenas por força de certas leis da Física” .